# 31896 Gaydarov
31896 Gaydarov este un asteroid din centura principală de asteroizi.

## Descriere
31896 Gaydarov este un asteroid din centura principală de asteroizi. A fost descoperit pe 30 martie 2000 la Socorro, New Mexico, în cadrul proiectului LINEAR. Asteroidul prezintă o orbită caracterizată de o semiaxă mare de 2,47 ua, o excentricitate de 0,12 și o înclinație de 5,7° în raport cu ecliptica.